# نورفک (ویرجینیا)
نورفک (به انگلیسی: Norfolk) شهری در ایالت ویرجینیا در آمریکاست. بعد از ویرجینیابیچ دومین شهر بزرگ این ایالت است.
ناو هواپیمابر نیمیتز در کنار این شهر پهلو می‌گیرد.